# Síndrome de Smith-Magenis
A Síndrome de Smith-Magenis, também conhecida como Síndrome da Deleção 17p11.2, refere-se à afecção onde ocorre a deleção de parte do braço curto do cromossomo 17, mais especificamente del(17)(p11.2).
Nesta síndrome ocorrem alterações do sistema nervoso central e periférico, distúrbios de comportamento e alterações do ciclo circadiano (sono-vigília) devido à inversão no padrão de secreção de um hormônio chamado melatonina.
Pacientes com esta síndrome possuem alterações da expressão de um gene denominado RAI1.